# Olsza czerwona
Olsza czerwona (Alnus rubra Bong.) – gatunek drzew należący do rodziny brzozowatych. Zasięg występowania biegnie przez Wybrzeże Północno-Zachodnie Ameryki Północnej, od Alaski przez kanadyjską Kolumbię Brytyjską do Kalifornii.

## Morfologia

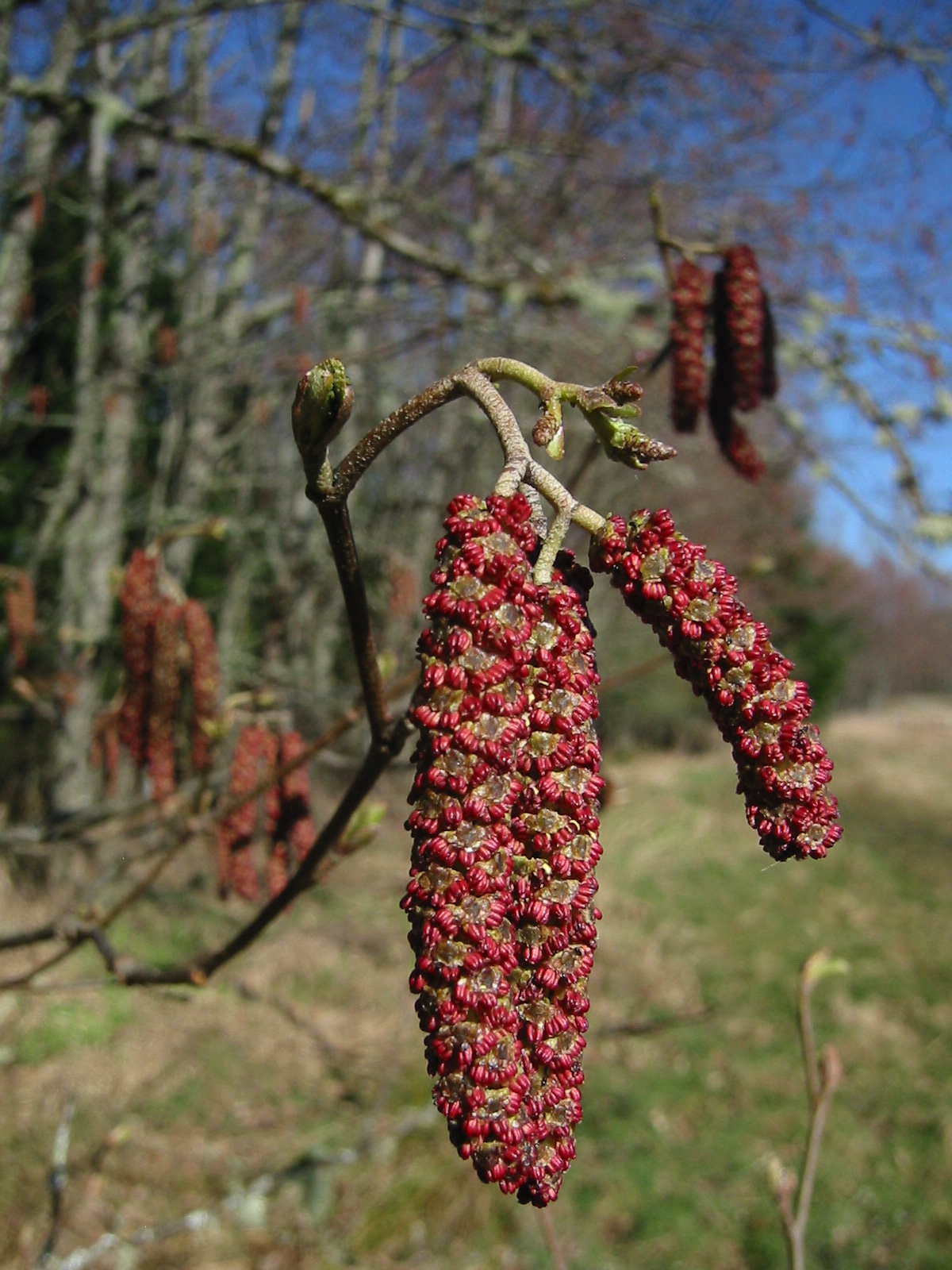
Kwiatostany

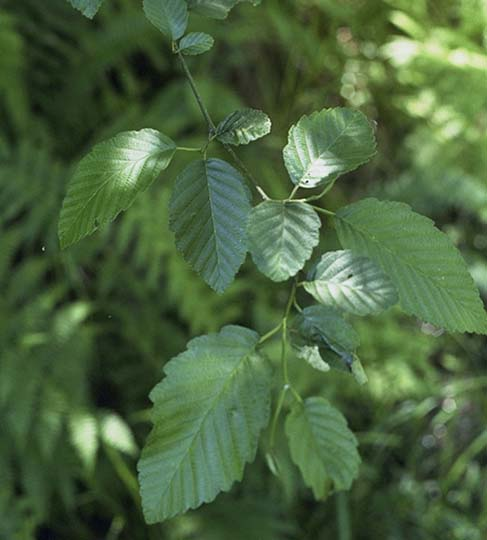
Liście

PokrójŚredniej wielkości drzewo do 15 m wysokości o szerokiej, stożkowej koronie.
KoraZabarwienie białe lub szarawe, podobne do brzozy.
LiścieEliptyczne lub jajowate do 10 cm długości i 8 cm szerokości. Wierzch gładki, skórzasty i ciemnozielony, spód jaśniejszy rdzawo owłosiony na nerwach.
KwiatyKwiaty męskie w postaci zwisających kotek, w kolorze pomarańczowym do 15 cm długości. Kwiaty żeńskie krótsze, czerwone i sterczące.
OwoceSzyszeczkowaty owocostan do 2,5 cm długości, zawierający liczne nasiona.

## Biologia i ekologia
RozwójRoślina jednopienna, wiatropylna. Kwitnie wczesną wiosną przed pojawieniem się liści. Tworzy gęste zagajniki.
SiedliskoRośnie w pasmach nadbrzeżnych nad brzegami strumieni i rzek, w dolinach Gór Kaskadowych, na glebach wilgotnych i zasobnych do 300 m n.p.m.
GenetykaLiczba chromosomów 2n= 28.

## Zastosowanie
- Drewno stosowane jest do wyrobu mebli, małych elementów i masy papierniczej[9].
- W medycynie ludowej Indian, różne części rośliny stosowano na szereg dolegliwości[9].